# 小野錦喜三郎
小野錦 喜三郎（おのにしき きさぶろう、1922年3月20日 - 1990年11月24日）は、大阪府大阪市住吉区出身で小野川部屋（入門時は陣幕部屋）に所属した大相撲力士。本名は池川 善雄（いけがわ よしお）。最高位は東前頭16枚目（1957年11月場所）。現役時代の体格は176cm、98kg。得意手は右四つ、突っ張り、櫓投げ。

## 来歴・人物
16歳の時に陣幕部屋へ入門し、1938年5月場所で初土俵を踏んだ。それから間も無く、陣幕親方が亡くなり、これによって部屋の力士全員が小野川部屋に移籍。その後、兄弟子の青葉山が陣幕部屋を再興した時に陣幕部屋へ異動するも引退後暫くしてから部屋を閉じたため、再び小野川部屋へ移っている。
1943年、幕下まで昇進したところで兵役に服し、終戦まで復帰が叶わなかった。1946年11月場所に於いて三段目格で復帰した後も、幕下に長く停滞し、1955年1月場所で漸く十両昇進を果たす。この時、既に32歳となっていた。
その後は2年ほど十両に在ったが、1957年3月場所にて34歳11か月という高齢で、新入幕を遂げた。34歳で新入幕という記録は過去にも殆んど類例がなく、これは2015年7月現在もなお破られていない、昭和戦後・平成以降の最高齢記録である。翌9月場所は35歳6か月で幕内で初めての勝ち越しとなり、幕内で初めて勝ち越した時の年齢としては2023年1月場所で東龍（当時35歳8か月）に抜かれるまで戦後最年長の記録だった。
突っ張りと右四つからの投げを武器に活躍し、幕内在位は通算5場所に終わったが、十両に陥落後も暫く十両で頑張った。その頃には、自分が初土俵を踏んだ当時にはまだ生まれていなかった力士達とも、後の横綱・大鵬（対戦成績は、小野錦の2勝1敗である）をはじめ数多く対戦している。
1960年3月場所では幕下に下がり、初日から休場して場所後、廃業した。廃業時の年齢は、38歳であった。
以後は故郷の大阪市で、相撲料理店「小野錦」を経営した。
1990年11月24日、腎臓癌のため逝去。享年68。

## エピソード・家族
- 結婚したのは、新入幕を果たした1957年3月場所が終わった直後の事である。結婚相手の寿美子との間には、間も無く長男の清隆（名前は、栃錦清隆に因む）を授かっている。
- 趣味は昆虫を飼う事で、特にコオロギやキリギリスが好きだったという。
- 中学校卒業後に角界入りした長男・清隆（きよたか、1957年12月20日生まれ）は、三保ヶ関部屋の元力士・芙蓉峰（ふようみね）である。1973年9月場所にて、15歳で初土俵を踏んだ。以後、1982年9月場所まで約9年現役に在ったが、関取にはなれずに終わっている（最高位：東三段目29枚目）。なお、序ノ口に付いた時の四股名は、父のそれと同じ「陣ノ花」であった。角界を去った後は、父の後を継ぎ、相撲料理店「小野錦」の店主となった。
- なお清隆は、1995年11月10日に放送された『料理の鉄人』に於いて、陳建一と料理の腕を競った事もある（当時の若松親方（元大関・朝潮）らが判定人となったが、惜しくも陳に敗れている）。
- 北の富士が現役時代のある日に小野川部屋に出掛けた際、部屋の冷蔵庫を開けるとリンゴにマジックインキで「小野錦」と書かれていた[2]。

## 主な成績・記録
- 現役在位：61場所
- 通算成績：356勝367敗20休 勝率.492
- 幕内在位：5場所
- 幕内成績：31勝44敗 勝率.413

### 場所別成績
| | 一月場所 初場所（東京） | 三月場所 春場所（大阪） | 五月場所 夏場所（東京） | 七月場所 名古屋場所（愛知） | 九月場所 秋場所（東京） | 十一月場所 九州場所（福岡） |
| --- | ----------------------- | ----------------------- | ----------------------- | --------------------------- | ----------------------- | --------------------------- |
| 1938年 （昭和13年） | x                       | x                       | （前相撲）              | x                           | x                       | x                           |
| 1939年 （昭和14年） | 西新序 1–2              | x                       | 東序ノ口8枚目 5–3       | x                           | x                       | x                           |
| 1940年 （昭和15年） | 西序二段39枚目 5–3      | x                       | 西三段目60枚目 4–4      | x                           | x                       | x                           |
| 1941年 （昭和16年） | 西三段目53枚目 3–5      | x                       | 西三段目68枚目 4–4      | x                           | x                       | x                           |
| 1942年 （昭和17年） | 東三段目71枚目 5–3      | x                       | 西三段目38枚目 5–3      | x                           | x                       | x                           |
| 1943年 （昭和18年） | 東幕下45枚目 3–5        | x                       | x                       | x                           | x                       | x                           |
| 1944年 （昭和19年） | x                       | x                       | x                       | x                           | x                       | x                           |
| 1945年 （昭和20年） | x                       | x                       | x                       | x                           | x                       | x                           |
| 1946年 （昭和21年） | x                       | x                       | x                       | x                           | x                       | 西三段目 5–2                |
| 1947年 （昭和22年） | x                       | x                       | 西幕下21枚目 3–2        | x                           | x                       | 東幕下11枚目 3–3            |
| 1948年 （昭和23年） | x                       | x                       | 東幕下8枚目 2–4         | x                           | x                       | 東幕下20枚目 3–3            |
| 1949年 （昭和24年） | 西幕下18枚目 0–0–12     | x                       | 西三段目5枚目 10–5      | x                           | 西幕下20枚目 7–8        | x                           |
| 1950年 （昭和25年） | 西幕下22枚目 8–7        | x                       | 東幕下17枚目 9–6        | x                           | 西幕下11枚目 7–8        | x                           |
| 1951年 （昭和26年） | 西幕下12枚目 6–9        | x                       | 東幕下17枚目 7–8        | x                           | 西幕下17枚目 11–4       | x                           |
| 1952年 （昭和27年） | 西幕下5枚目 5–10        | x                       | 東幕下11枚目 8–7        | x                           | 西幕下4枚目 6–9         | x                           |
| 1953年 （昭和28年） | 西幕下7枚目 6–9         | 東幕下11枚目 4–4        | 東幕下11枚目 4–4        | x                           | 西幕下9枚目 5–3         | x                           |
| 1954年 （昭和29年） | 東幕下6枚目 4–4         | 東幕下5枚目 4–4         | 西幕下4枚目 4–4         | x                           | 西幕下2枚目 5–3         | x                           |
| 1955年 （昭和30年） | 東十両20枚目 7–8        | 東十両22枚目 8–7        | 東十両16枚目 10–5       | x                           | 東十両8枚目 6–9         | x                           |
| 1956年 （昭和31年） | 東十両12枚目 9–6        | 西十両6枚目 9–6         | 東十両2枚目 7–8         | x                           | 東十両4枚目 8–7         | x                           |
| 1957年 （昭和32年） | 東十両3枚目 9–6         | 東前頭23枚目 5–10       | 東十両3枚目 10–5        | x                           | 西前頭20枚目 8–7        | 東前頭16枚目 5–10           |
| 1958年 （昭和33年） | 東前頭20枚目 7–8        | 東前頭22枚目 6–9        | 東十両2枚目 5–10        | 東十両7枚目 7–8             | 西十両8枚目 8–7         | 西十両7枚目 7–8             |
| 1959年 （昭和34年） | 西十両8枚目 7–8         | 西十両8枚目 4–11        | 東十両17枚目 7–8        | 東十両18枚目 9–6            | 東十両13枚目 7–8        | 西十両14枚目 7–8            |
| 1960年 （昭和35年） | 東十両16枚目 3–12       | 東幕下5枚目 引退 0–0–8  | x                       | x                           | x                       | x                           |
| 各欄の数字は、「勝ち-負け-休場」を示す。 優勝 引退 休場 十両 幕下 三賞：敢=敢闘賞、殊=殊勲賞、技=技能賞 その他：★=金星 番付階級：幕内 - 十両 - 幕下 - 三段目 - 序二段 - 序ノ口 幕内序列：横綱 - 大関 - 関脇 - 小結 - 前頭（「#数字」は各位内の序列） |                         |                         |                         |                             |                         |                             |

### 幕内対戦成績
| 力士名 | 勝数 | 負数 | 力士名 | 勝数 | 負数 | 力士名 | 勝数 | 負数 | 力士名         | 勝数 | 負数 |
| ------ | ---- | ---- | ------ | ---- | ---- | ------ | ---- | ---- | -------------- | ---- | ---- |
| 東海   | 2    | 1    | 愛宕山 | 2    | 1    | 泉洋   | 3(1) | 1    | 岩風           | 1    | 0    |
| 及川   | 1    | 2    | 大田山 | 1    | 1    | 大ノ浦 | 1    | 2    | 神生山         | 0    | 1    |
| 神錦   | 0    | 2    | 起雲山 | 0    | 1    | 清恵波 | 2(1) | 1    | 鬼竜川         | 0    | 3    |
| 国登   | 1    | 3    | 鯉ノ勢 | 2    | 1    | 潮錦   | 0    | 1    | 嶋錦           | 0    | 2    |
| 高錦   | 1    | 2    | 白龍山 | 2    | 1    | 緋縅   | 0    | 1    | 広瀬川         | 1    | 1    |
| 福ノ海 | 1    | 4    | 房錦   | 0    | 1    | 星甲   | 1    | 1    | 前ノ山(佐田岬) | 1    | 1    |
| 三根山 | 0    | 1    | 宮錦   | 0    | 3    | 芳野嶺 | 2    | 0    | 若瀬川         | 0    | 1    |
| 若葉山 | 1    | 0    |        |      |      |        |      |      |                |      |      |

## 四股名の変遷
- 陣ノ花（じんのはな）1939年5月場所-1949年1月場所
- 陣乃花（じんのはな）1949年5月場所-同年10月場所
- 小野錦（おのにしき）1950年1月場所-1960年3月場所